# Meralius furcatus
Meralius furcatus es una especie de coleóptero de la familia Zopheridae.

## Distribución geográfica
Habita en Venezuela.